# Programme nucléaire britannique Trident

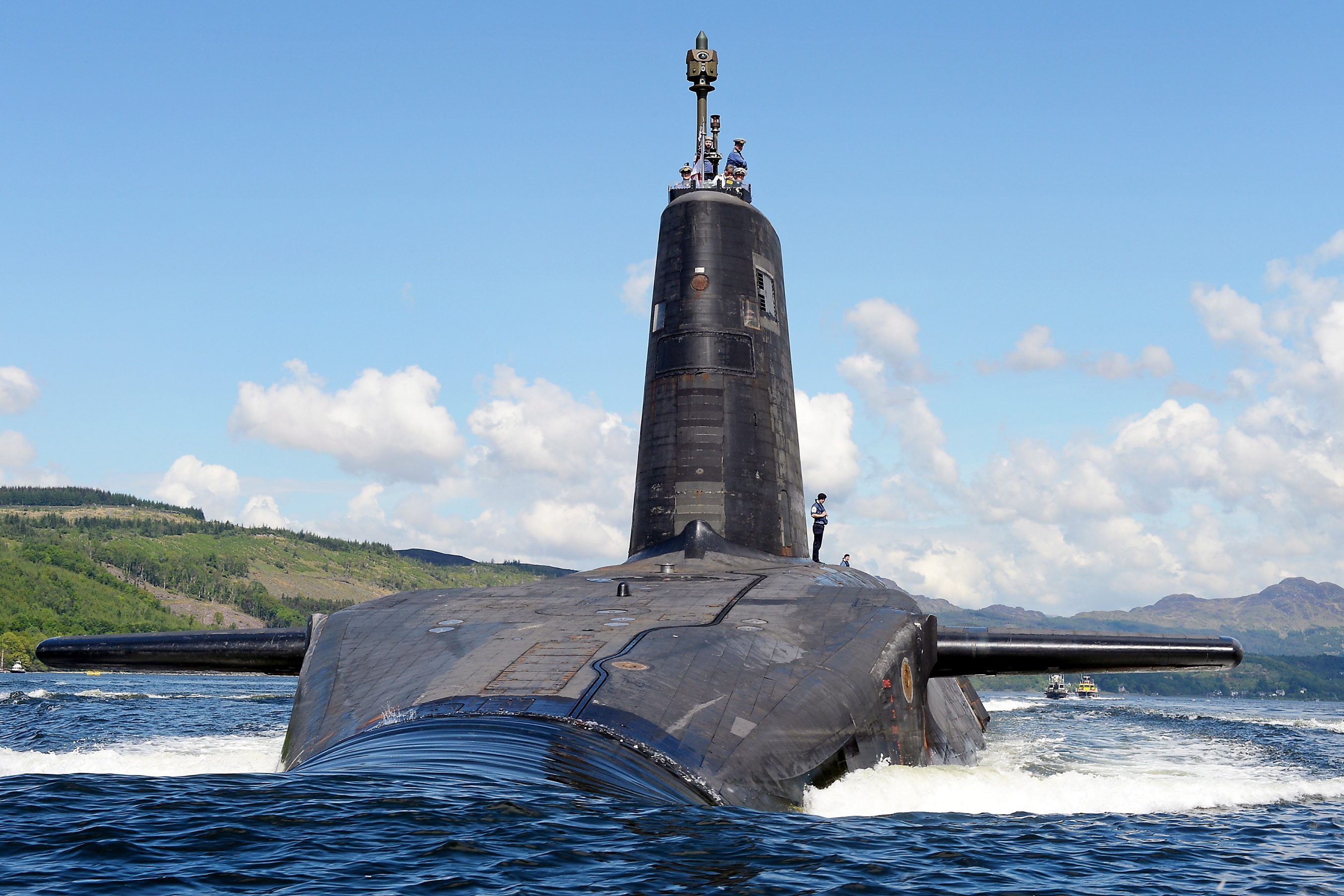
Le, un sous-marin de la classe Vanguard doté du missile Trident, quittant sa base de HMNB Clyde pour un exercice d'entraînement en 2013

Trident, également connu sous le nom de programme nucléaire Trident ou de dissuasion nucléaire Trident, couvre la mise au point, l’achat et l’exploitation d’armes nucléaires au Royaume-Uni et leurs vecteurs. Selon le ministère de la Défense, son objectif est de « dissuader les menaces les plus extrêmes qui pèsent sur notre sécurité nationale et notre mode de vie, ce qui ne peut se faire autrement ». Trident est un système opérationnel de quatre sous-marins de classe Vanguard armés de missiles balistiques Trident II D-5, capables de délivrer plusieurs ogives thermonucléaires à l'aide du système de mirvage (MIRV). Ils sont exploités par la Royal Navy et sont basés sur la base navale de Clyde, sur la côte ouest de l’Écosse, à 40 kilomètres de Glasgow. Au moins un sous-marin est toujours en patrouille pour assurer une capacité continue en mer. Chacun porte jusqu'à huit missiles et quarante ogives, bien que leur capacité soit beaucoup plus grande. Les missiles sont américains et proviennent d'un pool commun.
Le gouvernement britannique a initialement négocié avec l'administration Carter l'achat du missile Trident I C-4. En 1981, l'administration Reagan a annoncé sa décision de transformer son Trident en un nouveau missile Trident II D-5. Cela a nécessité un autre cycle de négociations et de concessions. Le programme britannique Trident a été annoncé en juillet 1980 et les patrouilles ont commencé en décembre 1994. Trident a remplacé le programme Polaris, opérationnel de 1968 à 1996. Depuis que les bombes tactiques WE.177 (en) ont été déclassées en 1998, Trident est le seul système d’armes nucléaires exploité par le Royaume-Uni.
La position militaire de l'OTAN a été assouplie après l'effondrement de l'Union soviétique en 1991. Les missiles Trident ont été « dé-ciblés » en 1994 avant le voyage inaugural du premier navire de la classe Vanguard, ce qui signifie que les ogives ne visent pas des objectifs spécifiques, mais attendent les coordonnées qui peuvent être programmées dans leurs ordinateurs et renvoyées avec un préavis de plusieurs jours. Bien que Trident ait été conçu comme un moyen de dissuasion stratégique, la fin de la guerre froide a amené le gouvernement britannique à conclure qu’un rôle sous-stratégique - mais non tactique - était nécessaire.
Un programme de remplacement de la classe Vanguard est en cours. Le 18 juillet 2016, la Chambre des communes a voté à une large majorité le lancement d'une flotte de classe Dreadnoughts, qui devrait être opérationnelle d'ici 2028, la flotte actuelle sera complètement retirée du service d'ici 2032.

## Contexte
Au début de la Seconde Guerre mondiale, la Grande-Bretagne avait lancé un projet d’armement nucléaire baptisé Tube Alloys, qui en 1943, dans le cadre de l'accord du Québec, fusionna avec le projet américain Manhattan pour créer un projet combiné américain, britannique et canadien. Le gouvernement britannique s'attendait à ce que les États-Unis continuent à partager la technologie nucléaire, ce qu'il considérait comme une découverte conjointe, mais le United States Energy Act de 1946 (Loi McMahon) a mis fin à la coopération technique. Craignant une résurgence de l'isolationnisme américain et la perte du statut de grande puissance britannique, le gouvernement britannique a repris ses propres efforts de développement. La première bombe atomique britannique a été testée dans le cadre de l’opération Hurricane du 3 octobre 1952. La mise au point ultérieure de la bombe à hydrogène par les Britanniques et le climat international fortuit créé par la crise Spoutnik ont facilité la modification de la loi McMahon, et l'accord de défense mutuelle conclu entre les États-Unis et le Royaume-Uni en 1958, qui autorisait la Grande-Bretagne à acquérir des systèmes d'armes nucléaires des États-Unis, rétablissant ainsi les relations privilégiées dans le domaine nucléaire,.

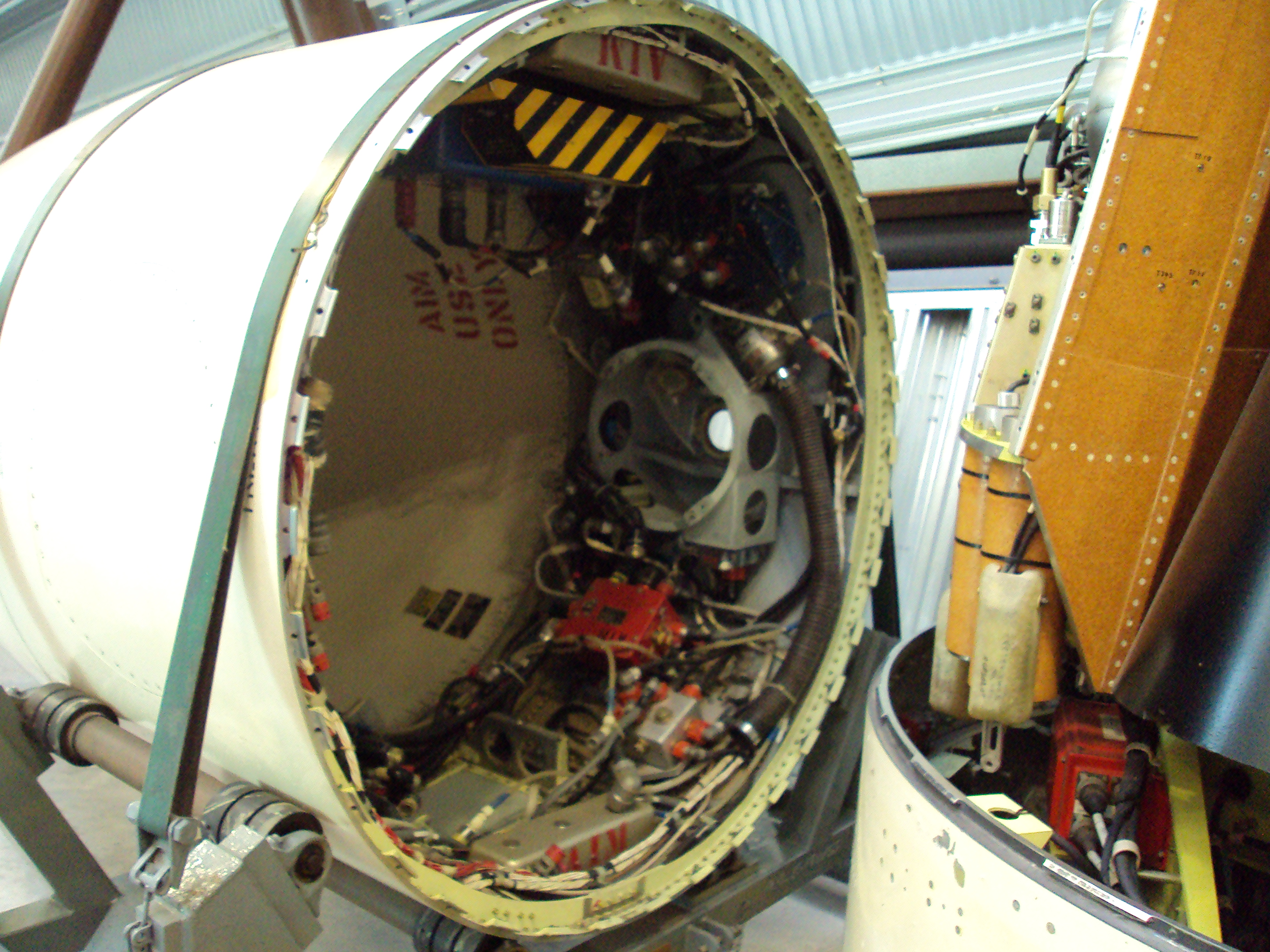
Un missile Polaris au Royal Air Force Museum Cosford.

Au cours des années 1950, la dissuasion nucléaire britannique reposait sur les V bombers de la Royal Air Force (RAF), mais l'évolution du nombre de radars et de missiles sol-air indiquait clairement que les bombardiers devenaient de plus en plus vulnérables et ne risqueraient pas de pénétrer à l'intérieur de l’espace aérien soviétique au milieu des années 1970. Pour remédier à ce problème, le Royaume-Uni s'est lancé dans le développement d'un missile balistique à moyenne portée appelé Blue Streak, mais des préoccupations ont été soulevées quant à sa propre vulnérabilité, et le gouvernement britannique a décidé de l'annuler et d'acquérir le missile aérobalistique américain Skybolt. En retour, les Américains ont reçu l'autorisation de baser les navires Polaris de l'US Navy à Holy Loch en Écosse. En novembre 1962, le gouvernement américain décida d’annuler Skybolt. Le président John F. Kennedy et le Premier ministre Harold Macmillan ont ensuite négocié l'accord de Nassau, aux termes duquel les États-Unis vendraient au Royaume-Uni des systèmes Polaris pour des sous-marins construits par le Royaume-Uni. Cela a été officialisé dans le contrat de vente Polaris.
Le premier sous-marin équipé de missiles balistiques Polaris (SSBN), le HMS Resolution, a été livré par Vickers-Armstrongs sur son chantier de Barrow-in-Furness le 26 février 1964. Il a été lancé le 15 septembre 1965, mis en service le 2 octobre 1967 et a procédé à un essai de mise à feu dans l'Eastern Range (en) américain le 15 février 1968. Il est suivi par le HMS Repulse, qui a été lancé par Vickers-Armstrongs le 29 septembre 1968; et de deux navires construits par Cammell Laird à Birkenhead: le HMS Renown, achevé le 15 novembre 1968; et le HMS Revenge, achevé le 4 décembre 1969. Les quatre navires de la classe Resolution étaient basés à HMNB Clyde à Faslane sur le Firth of Clyde, non loin de la base de la marine américaine à Holy Loch, qui a ouvert ses portes en août 1968. Il était desservi par un dépôt d’armement situé à proximité de RNAD Coulport. Le chantier naval HM Dockyard a été désigné comme chantier de remise en état du 10th Submarine Squadron (en), lorsque les navires Polaris sont devenus opérationnels.
Polaris s’est avéré fiable et sa capacité de seconde frappe conférait une plus grande souplesse stratégique que tout système d’armes nucléaires britannique antérieur; mais il avait une durée de vie limitée et devait devenir obsolète dans les années 1990. Il a été jugé vital qu'une force de dissuasion britannique indépendante puisse pénétrer dans les capacités actuelles et futures des missiles antibalistique (ABM) soviétiques. Un puissant système ABM, le ABM-1 Galosh (en), défendait Moscou et l'OTAN croyait que l'URSS continuerait à développer son efficacité. La logique de dissuasion exigeait la capacité de menacer la destruction de la capitale soviétique et des autres grandes villes. Pour garantir le maintien d'une force de dissuasion nucléaire crédible et indépendante, le Royaume-Uni a mis au point un frontal plus perfectionné, baptisé Chevaline, qui remplace l'une des trois ogives d'un missile Polaris, doté de multiples leurres, paillettes et autres contre-mesures défensives. Chevaline était extrêmement chère; il rencontra bon nombre des mêmes problèmes qui avaient affecté les projets d'armes nucléaires britanniques des années 1950, et n'empêcha pas l'obsolescence de Polaris. Le parti conservateur avait une position ferme en faveur de la défense et soutenait le programme britannique d’armes nucléaires. Le parti travailliste rival avait commencé à acquérir des armes nucléaires, mais à la fin des années 1950, sa gauche plaida pour une politique de désarmement nucléaire, ce qui conduisit à une position ambiguë. En poste de 1964 à 1970 et de 1974 à 1979, il a construit et entretenu Polaris et l’a modernisé grâce au programme secret Chevaline. A contrario, en 1980, 1981 et 1982, il a adopté une politique de désarmement nucléaire unilatéral. Un sens partagé de l'identité nationale britannique était plus important que les différences politiques. La Grande-Bretagne était perçue comme un acteur essentiel dans les affaires mondiales. Ses faiblesses économiques et militaires étaient compensées par son appartenance à l'Union européenne, l'OTAN, le Groupe des Sept, son siège permanent au Conseil de sécurité des Nations unies, son leadership au sein du Commonwealth des Nations, et surtout ses relations spéciales nucléaires avec les États-Unis. Accepter une position d'infériorité par rapport à son ancien rival, la France, était impensable. En outre, la Grande-Bretagne était perçue comme étant plus éclairée que d’autres pays, une force pour le bien dans le monde, avec le devoir moral d’intervenir, éventuellement avec une force militaire, pour défendre non seulement ses intérêts, mais également ses valeurs. Dans les années 1980, la possession d'armes nucléaires était considérée comme un signe visible du statut durable de la Grande-Bretagne en tant que grande puissance malgré la perte de l'Empire britannique,.

## Négociations

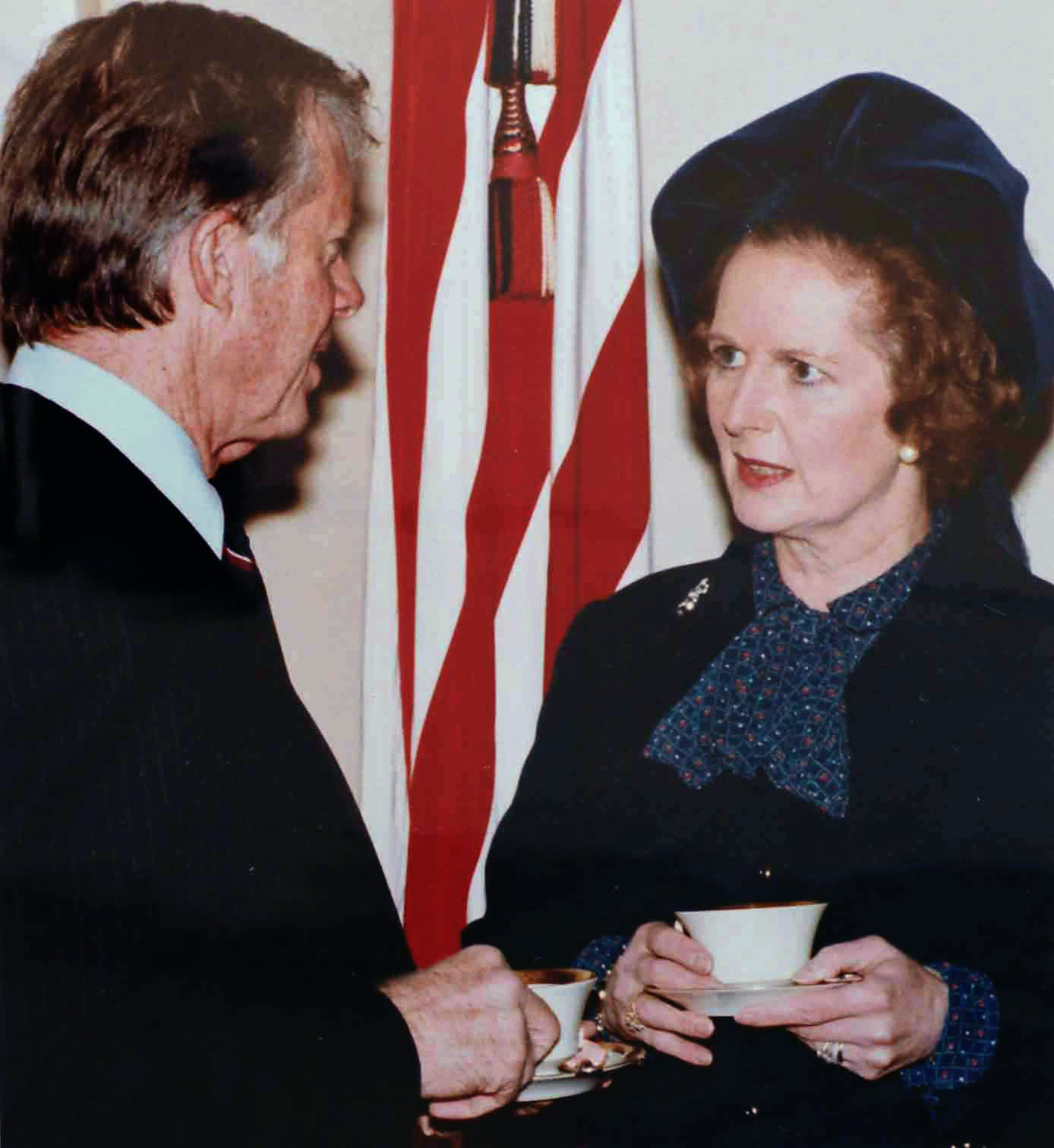
Margaret Thatcher rend visite au président Jimmy Carter le 17 décembre 1979

Le 28 novembre 1977, le secrétaire du Cabinet, Sir John Hunt, informa le cabinet du projet Polaris, notant que la mise en service d'un successeur éventuel pourrait prendre jusqu'à 15 ans, selon la nature du système choisi et son éventuel développement par le Royaume-Uni, ou en collaboration avec la France ou les États-Unis. Compte tenu de l'expérience récente de Chevaline, l'option d'un projet purement britannique a été rejetée. Une étude sur les options a été commandée en février 1978 à un groupe présidé par Sir Antony Duff, sous-secrétaire d’État adjoint au Ministère des affaires étrangères, et le conseiller scientifique en chef auprès du ministère de la Défense, Sir Ronald Mason. Le rapport Duff-Mason a été remis au Premier ministre, James Callaghan, les 11 et 15 décembre. Il recommandait l'achat du missile américain Trident I C-4 alors en service dans la marine américaine. Le C-4 disposait de la capacité de mirvage (MIRV), qui était nécessaire pour vaincre les défenses antimissile balistiques de l’Union soviétique,.
Callaghan a approché le président Jimmy Carter en janvier 1979, qui a répondu positivement, mais sans engagement. L'administration Carter avait pour priorité principale l'accord SALT II avec l'Union soviétique, qui limitait les stocks d'armes nucléaires. Il a été signé le 18 juin 1979, mais Carter a dû faire face à une dure bataille pour obtenir sa ratification par le Sénat des États-Unis. La technologie MIRV s’était révélée être une faille majeure dans l’accord SALT I de 1972, qui limitait le nombre de missiles mais pas les ogives. Au cours des négociations SALT II, les États-Unis avaient résisté aux propositions soviétiques d'inclure les forces nucléaires britanniques et françaises dans l'accord, mais certains craignaient que la fourniture de la technologie MIRV au Royaume-Uni ne soit perçue par les Soviétiques comme une violation de l'esprit de la clause de non-contournement dans SALT II.
Margaret Thatcher a succédé à Callaghan après les élections générales du 3 mai 1979 et elle a discuté de la question avec Carter en octobre, qui a accepté de fournir le C-4, mais il a demandé au Royaume-Uni d'effectuer une demande formelle en décembre pour pouvoir ratifier au préalable SALT II. Entre-temps, le 5 décembre, le MDA, sans lequel le Royaume-Uni ne pourrait pas accéder à la technologie des armes nucléaires des États-Unis, a été renouvelé et le comité du cabinet MISC 7 a officiellement approuvé la décision d'acheter le C-4 le lendemain.,,. Lorsque Thatcher a de nouveau rencontré Carter le 17 décembre, il a encore demandé plus de temps, mais l'invasion soviétique de l'Afghanistan le 24 décembre a mis fin à tout espoir de ratification de SALT II par le Sénat, ouvrant la voie à la vente.
Le gouvernement britannique espérait que Trident pourrait être assuré dans les mêmes conditions que Polaris, mais lorsque son négociateur en chef, Robert Wade-Gery, rencontra son homologue américain, David L. Aaron, en mars 1980, il s'aperçut que ce n'était pas le cas. En plus de la taxe de 5 % sur le coût du matériel fourni tenant compte des coûts de recherche et développement (R&D) aux États-Unis qui avaient déjà été engagés et convenus par Kennedy dans le contrat de vente Polaris, ce qui aurait coûté environ 100 millions de dollars, la loi exigeait maintenant un paiement au prorata des frais fixes, qui s'élevaient à environ 400 millions de dollars,.

Margaret Thatcher et Ronald Reagan le 26 février 1981

La loi pourrait être levée si le président décidait qu'il était dans l'intérêt des États-Unis de le faire, mais le gouvernement Carter voulait que le Royaume-Uni s'engage à augmenter ses dépenses de défense du même montant ou paye le coût des forces américaines incluant la gestion des batteries Rapier et les sites de missiles de croisière situés au Royaume-Uni. Le 2 juin 1980, Thatcher et le secrétaire américain à la Défense, Harold Brown, se sont mis d'accord sur un montant de 2,5 milliards de dollars pour le système de missiles C-4, plus une taxe de 5 % sur la recherche et le développement, du personnel britannique pour les batteries Rapier et une expansion du système américain basé sur Diego Garcia, qui avait pris une grande importance depuis l'invasion de l'Afghanistan par l'Union soviétique,. Le secrétaire d'État à la Défense, Francis Pym, a informé le Cabinet de la décision d'achat du Trident le 15 juillet 1980 et l'a annoncé à la Chambre des communes plus tard dans la journée. L'accord a été conclu par la modification du contrat de vente de Polaris, en remplaçant "Polaris" par "Trident".
Cependant, le 4 novembre 1980, Ronald Reagan a été élu président. Une partie de sa plate-forme électorale consistait à moderniser les forces nucléaires stratégiques des États-Unis. Le 24 août 1981, l'administration Reagan informa le gouvernement britannique de son intention de transformer son Trident en un nouveau missile Trident II D-5 avant 1989 et indiqua son intention de le vendre au Royaume-Uni,. Malgré son nom, le D-5 n’était pas une version améliorée du C-4, mais un tout nouveau missile. Son achat avait déjà été envisagé dans le rapport Duff-Mason, mais avait été rejeté car sa capacité supplémentaire - la portée étendue de 7 400 km à 11 000 km - n'était pas requise par le Royaume-Uni et était plus onéreuse,. Dans le même temps, le gouvernement britannique était bien conscient des coûts engendrés par le fait de ne pas avoir le même matériel informatique que les États-Unis. L’administration Reagan n’a pas promis non plus de vendre le D-5 aux mêmes conditions que le C-4. Pour payer Trident, le gouvernement britannique annonça le 25 juin 1981 des coupes sombres dans les autres dépenses de défense.
Les négociations ont débuté le 8 février, avec l'équipe britannique encore dirigée par Wade-Gery. Les Américains s'inquiétèrent des réductions proposées par la défense britannique et demandèrent instamment que le porte-avions HMS Invincible soit maintenu en service, ce qui leur parut nécessaire pour éviter des problèmes liés au différend territorial entre le Belize et le Guatemala. Ils ont accepté une contre-offre voulant que la Grande-Bretagne retienne les deux navires Landing Platform Dock, HMS Fearless et Intrepid (en), pour lesquels les Américains ont réduit les frais de R&D. En vertu de cet accord, le Royaume-Uni achèterait 65 missiles Trident II D-5 qui opéreraient dans le cadre d'un pool commun d’armes basées sur la base sous-marine de Kings Bay aux États-Unis. Les États-Unis maintiendraient et soutiendraient les missiles, tandis que le Royaume-Uni fabriquerait ses propres sous-marins et ogives pour être utilisés sur les missiles. Les ogives et les missiles seraient accouplés au Royaume-Uni. Cela devrait permettre d'économiser environ 500 millions de livres sur huit ans à Coulport, tandis que les Américains dépensaient 70 millions de dollars pour la modernisation des installations de Kings Bay. L'accord de vente a été officiellement signé le 19 octobre 1982 par l'ambassadeur du Royaume-Uni aux États-Unis, Sir Oliver Wright, et le secrétaire d'État des États-Unis, George Schultz.
Le programme Trident devrait coûter 5 milliards de livres, comprenant les quatre sous-marins, les missiles, les nouvelles installations de Coulport et de Faslane et la contribution de 5 % à la recherche et développement de Trident II D-5. Il devait absorber 5 % du budget de la défense. Comme avec Polaris, l'option d'un cinquième sous-marin (permettant à deux navires d'être en patrouille à tout moment) a été discutée, mais finalement rejetée. La popularité de Thatcher a grimpé en flèche à la suite de la victoire britannique de la guerre des Malouines, dans lequel les navires que les Américains avaient insisté pour être conservés jouèrent un rôle crucial. L’avenir de Trident est assuré l’année suivante, lorsque le parti conservateur remporte les élections générales de 1983, en vainquant un parti travailliste qui s’était engagé à annuler Trident. Le premier navire Trident, le HMS Vanguard, a été commandé le 30 avril 1986. Vu la persistance de l'opposition du parti travailliste face au Trident, Vickers a insisté pour que le contrat prévoie une indemnité substantielle en cas d'annulation.

## Politique nucléaire britannique

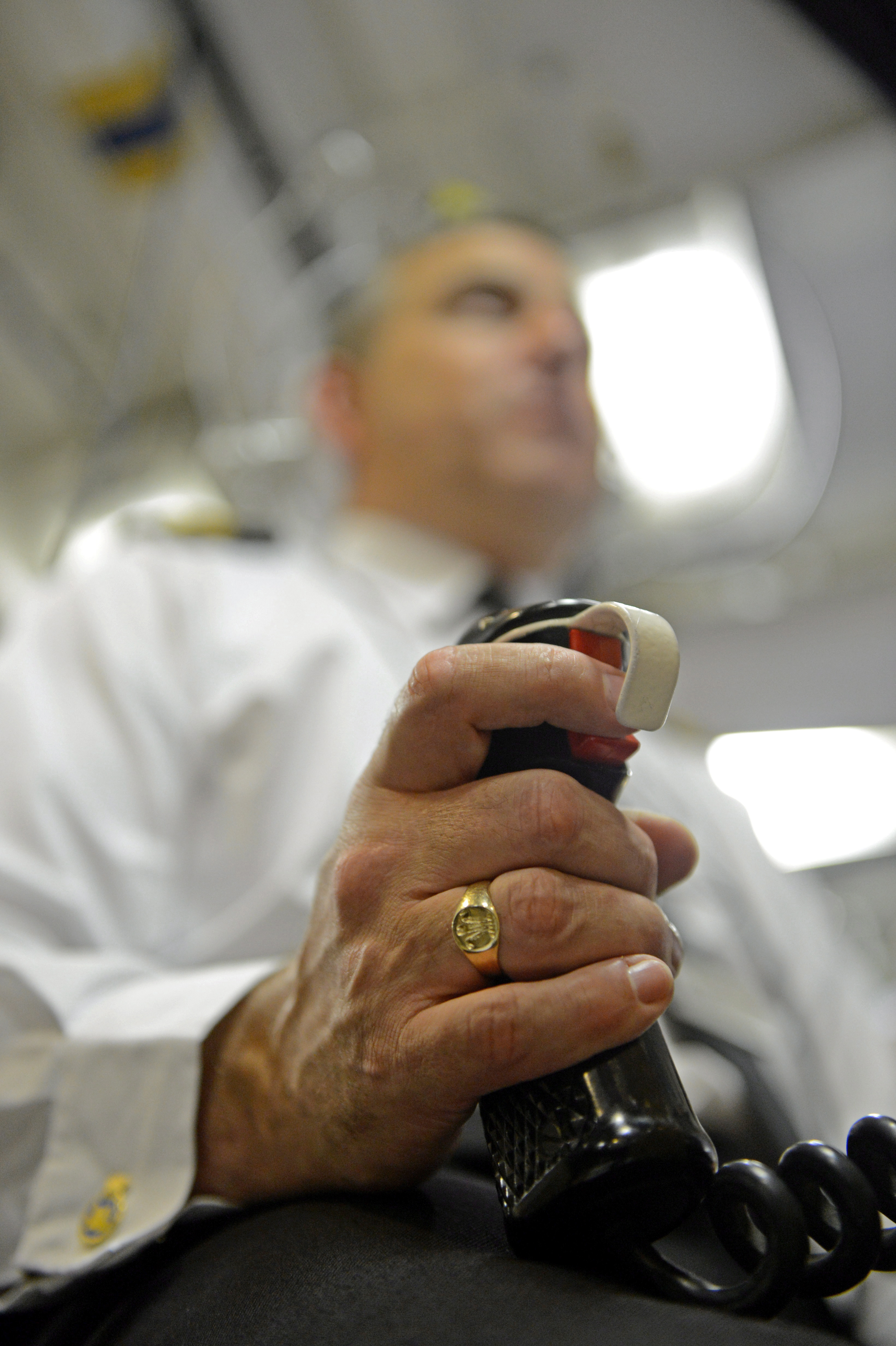
Le déclencheur utilisé pour lancer un missile Trident sur le.

### Guerre Froide
Le programme Trident a été lancé pendant la guerre froide et ses capacités visaient à dissuader la puissante Union soviétique et ses alliés du pacte de Varsovie en Europe. Il a été conçu pour fournir un moyen de dissuasion contrôlé de manière indépendante contre les principales menaces à la sécurité du Royaume-Uni et de ses alliés de l'OTAN, y compris les menaces posées par des armes non nucléaires.
Pour assurer une dissuasion efficace, le système Trident était censé « représenter une menace potentielle pour des aspects essentiels du pouvoir de l'État soviétique » tout en étant invulnérable à une frappe nucléaire surprise ou préventive. Comme pour Polaris, Trident appartenait au Royaume-Uni et était exploité par ce dernier, mais attaché à l'OTAN et ciblé conformément aux plans définis par le commandant suprême des forces alliées en Europe, qui est traditionnellement un haut responsable de l'armée américaine. Aux termes de l'accord de vente Polaris, les États-Unis ne disposent pas d'un droit de veto sur l'utilisation des armes nucléaires britanniques, que le Royaume-Uni peut lancer de manière indépendante, mais cela ne se produirait que si « les intérêts nationaux suprêmes » l'exigeaient.
La décision finale de tirer les missiles relève de la responsabilité du Premier ministre qui, au moment de son entrée en fonction, écrit quatre lettres identiques en dernier recours, dont une est enfermée dans un coffre-fort à bord de chacun des sous-marins de la classe Vanguard. En cas de perte du contact avec le Royaume-Uni, le commandant d'un sous-marin doit suivre les instructions de la lettre s'il estime que le Royaume-Uni a subi une attaque massive. Les options incluent des représailles avec des armes nucléaires, pas des représailles, mettre le sous-marin sous le commandement d'un allié ou agir comme le capitaine le juge approprié. Le contenu exact des lettres n'est jamais révélé et elles sont détruites sans être ouvertes lors de l'élection d'un nouveau Premier ministre.

### Depuis la guerre froide
Au moment de la première patrouille Vanguard en décembre 1994, l'Union soviétique n'existait plus et le gouvernement ajusta sa politique nucléaire dans les années à venir. Les missiles de Trident ont été "dé-ciblés" en 1994 avant le voyage inaugural du Vanguard. Les ogives nucléaires ne visent pas des cibles spécifiques, mais attendent des coordonnées pouvant être programmées dans leurs ordinateurs et déclenchées avec un préavis de plusieurs jours,.
Aux termes du traité de 1987 sur les forces nucléaires de portée intermédiaire avec l'Union soviétique, les États-Unis ont retiré leurs armes nucléaires de surface et leurs forces nucléaires à courte portée. Les GLCM ont été retirés du Royaume-Uni en 1991, et la base sous-marine Polaris à Holy Loch a été fermée en 1992. Les dernières ogives américaines en service britannique dans le cadre du Projet E, à savoir les bombes nucléaires B57, les missiles Lance et les obus d'artillerie nucléaire W48 utilisés par l'armée britannique du Rhin, ont été retirées en juillet 1992. Le gouvernement conservateur britannique a emboîté le pas. Le déploiement de navires emportant des armes nucléaires a créé de l’embarras lors de la guerre des Malouines. Il a donc été décidé de les stocker à terre en temps de paix. Les bombes nucléaires de profondeur ont été retirées du service en 1992,, suivies des bombes WE.177 (en) utilisées par la Royal Navy et la RAF, qui ont toutes été démantelées à la fin du mois d’août 1998. Cela fait de Trident le seul système d’armes nucléaires de la Grande-Bretagne.
Bien que Trident ait été conçu comme un moyen de dissuasion stratégique, la fin de la guerre froide a amené le gouvernement britannique à conclure à un rôle non stratégique — mais non tactique —, les missiles Trident assumant le rôle autrefois géré par les bombes WE.1 de la RAF. Le Livre blanc sur la défense de 1994 indiquait: « Nous avons également besoin de capacités pour mener une action nucléaire à une échelle plus limitée afin de ... mettre un terme à l'agression sans déclencher inévitablement des échanges nucléaires stratégiques ». Dans une déclaration ultérieure, nous lisons: « Nous avons également l'intention d'exploiter la flexibilité de Trident pour fournir le véhicule des éléments à la fois sous-stratégiques et stratégiques de notre force de dissuasion… comme une assurance contre les éventuelles tendances défavorables de la situation internationale ».
Le 19 mars 1998, le secrétaire à la Défense, George Robertson, a été invité à faire une déclaration « sur le développement d'une variante à rendement inférieur de l'ogive Trident pour son rôle sous-stratégique ». Il a répondu: « Le Royaume-Uni a une certaine flexibilité dans le choix du rendement des ogives sur ses missiles Trident ».
Le Royaume-Uni n'a pas déclaré de politique d'utilisation non prioritaire en ce qui concerne le lancement d'une attaque nucléaire; l'ancien secrétaire britannique à la Défense, Geoff Hoon, a déclaré en 2002 et 2003 que le Royaume-Uni serait prêt à attaquer des « États voyous » si des armes nucléaires étaient utilisées contre les troupes britanniques,. En avril 2017, le secrétaire à la Défense, Michael Fallon, a confirmé que le Royaume-Uni utiliserait les armes nucléaires lors d'une « frappe initiale préventive » dans « les circonstances les plus extrêmes ». Dans une réponse parlementaire, Fallon a déclaré que le Royaume-Uni n'avait ni « première utilisation » ni « non-première utilisation » dans sa politique en matière d'armes nucléaires, de sorte que ses adversaires ne sachent pas quand le Royaume-Uni lancerait des frappes nucléaires.
Au début de l'année 2024, l'armée anglaise a échoué pour la deuxième fois consécutive à lancer un missile nucléaire en essai engendrant un doute sur la dissuasion nucléaire britannique.

## Conception, développement et construction

### Sous-marins de classeVanguard

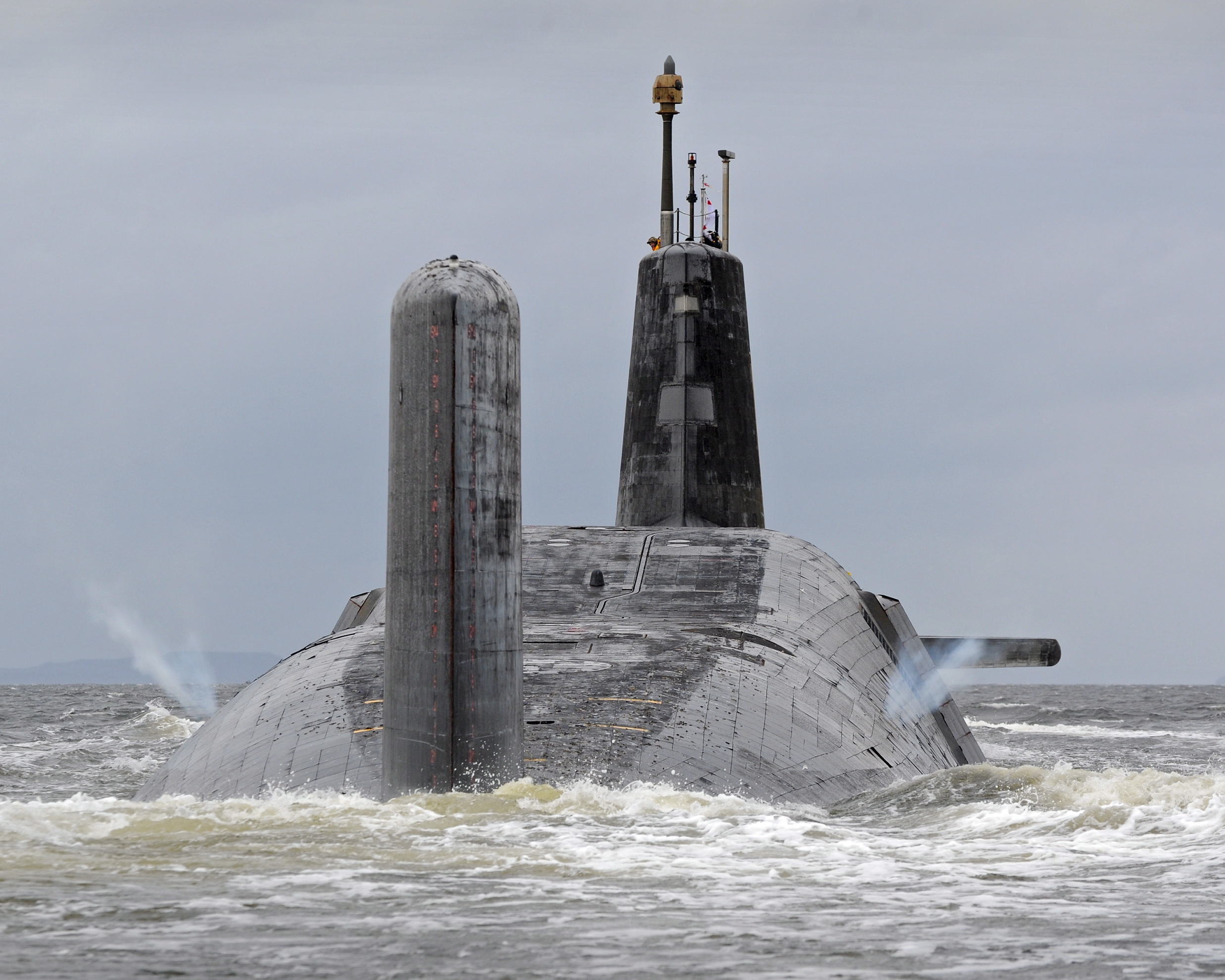
Le quitte le HMNB Clyde en Écosse.

Quatre sous-marins de la classe Vanguard ont été conçus et construits à Barrow-in-Furness par Vickers Shipbuilding and Engineering, devenu BAE Systems Maritime – Submarines (en), le seul constructeur de navires au Royaume-Uni à disposer des installations et de l’expertise nécessaires à la construction de sous-marins nucléaires. Malgré cela, 62 millions de livres sterling de nouvelles installations de construction navale et de quai ont été ajoutées pour le projet, avec le Devonshire Dock Hall (en) construit spécialement pour l'occasion. Le plan initial en 1980 consistait à construire de nouvelles versions de la classe Resolution, mais la décision a été prise en juillet 1981 d’incorporer le nouveau réacteur à eau pressurisée Rolls-Royce PWR2. Dès le début, les sous-marins Vanguard ont été conçus avec des tubes de missiles élargis pouvant accueillir le Trident II D-5. Le compartiment missile est basé sur le système utilisé sur la classe Ohio américaine, bien que sa capacité ne soit que de 16 missiles, au lieu de 24 à bord d’un navire de classe Ohio. Les submersibles sont nettement plus grands que la classe Resolution et portent des noms auparavant associés à des cuirassés et des porte-avions, ce qui convient à leur statut de navire principal. La profondeur du chenal Walney, qui reliait Barrow à la mer d’Irlande, limitait le tirant d’eau à un peu plus de 8 mètres alors que les navires de la classe Ohio avaient un tirant d’eau de 10 mètres. Chaque bateau mesure 150 mètres de long et 13 mètres de diamètre et comporte un équipage de 150 personnes.
Les sous-marins utilisent un système de contrôle des informations tactiques et de contrôle des armes appelé Système de commandement sous-marin nouvelle génération. Ce système a été développé en collaboration avec Microsoft, et est basé sur la même technologie que Windows XP, ce qui a amené le média à lui donner le surnom de "Windows for Submarines",. En plus des tubes de missile, les sous-marins sont équipés de quatre tubes lance-torpilles de 21 pouces (533 mm) et emportent des torpilles Spearfish, leur permettant d'engager des cibles immergées ou en surface à des distances allant jusqu'à 65 kilomètres. Deux lanceurs SSE Mark 10 sont également installés, permettant aux bateaux de déployer des leurres de types 2066 et 2071, et un système d'interception de mesures de support électronique UAP Mark 3 (ESM) est embarqué. Un réacteur "Core H" est installé sur chacun des navires lors de leurs longues périodes de patrouilles, garantissant qu’aucun des sous-marins n’aura jamais besoin d’être ravitaillé en carburant.
Thatcher a assisté à la pose de la quille du premier navire, le HMS Vanguard, le 3 septembre 1986, le submersible fut mise en service le 14 août 1993. Il fut suivie des, HMS Victorious, mis en service le 7 janvier 1995, le HMS Vigilant, mis en service le 2 novembre 1996; et le HMS Vengeance, mis en service le 27 novembre 1999. Le premier missile britannique Trident a été lancé depuis le Vanguard le 26 mai 1994, il commença sa première patrouille en décembre de la même année. Selon la Royal Navy, au moins un sous-marin a toujours patrouillé depuis.

### Ogives

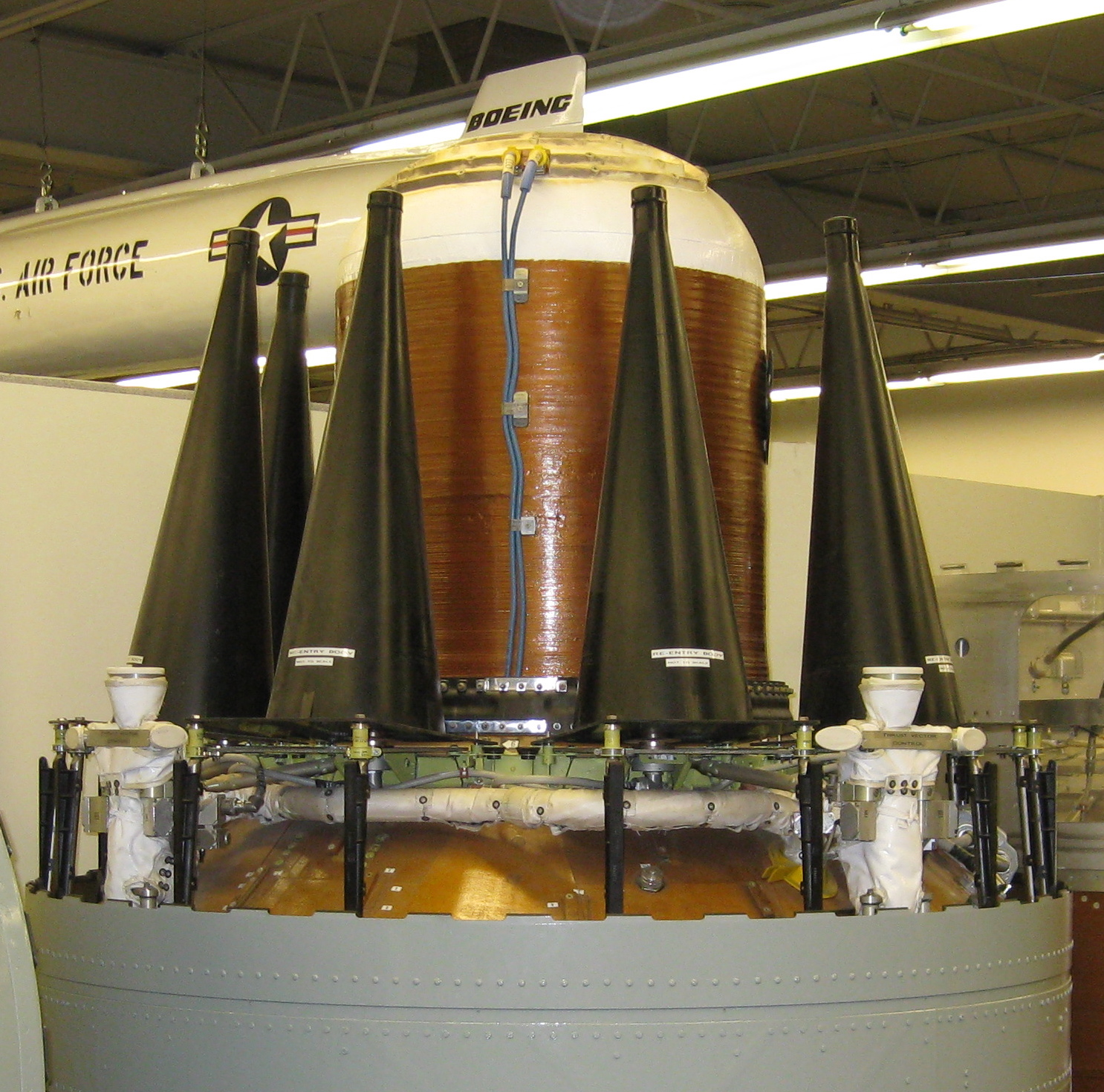
Véhicules de rentrée noirs contenant les ogives sur un missile Trident au au Nouveau-Mexique

En 2006, le Royaume-Uni a révélé qu'il disposait d'un stock de 160 à 225 têtes nucléaires à rendement variable,. Chaque année, l'Atomic Weapons Establishment (AWE) fabrique de nouvelles ogives nucléaires pour garantir la sécurité et la longévité du programme Trident. Les vieilles ogives sont démontées et remises à neuf. Les ogives sont assemblées dans les installations AWE près d'Aldermaston et de Burghfield, dans le Berkshire, depuis 1992. Elles sont transportées au dépôt d'armement de Coulport à 720 km par des convois sous haute surveillance. Entre 2000 et 2016, les véhicules ont été impliqués dans 180 incidents, dus à des retards et des détournements pour cause d’accidents, de protestations ou de mauvaises conditions météorologiques, à une perte de puissance soudaine dans l’un des camions, qui a stoppé un convoi et provoqué la fermeture de deux voies. Les incidents ont été plus fréquents ces dernières années. Les convois empruntent souvent l’autoroute qui traverse le centre de Glasgow, où un accident provoquant une fuite de rayonnement pourrait toucher des centaines de milliers de personnes, selon la Campagne internationale pour l’abolition des armes nucléaires.
En vertu de l'accord de défense mutuelle conclu entre les États-Unis et le Royaume-Uni de 1958, le Royaume-Uni est autorisé à s'appuyer sur les informations de conception des ogives américaines, mais AWE est responsable de la construction et de la maintenance des ogives pour le programme Trident. Le nombre exact d'ogives transportées en patrouille à un moment donné est une information classifiée. Selon un article de la Federation of American Scientists, l'ogive nucléaire britannique est basée sur la conception technique de l'ogive US W76, une conclusion à laquelle le Defence Select Committee (en) a souscrit en 2006. Le National Audit Office a indiqué en 1987 que l’essentiel des dépenses de développement et de production d’ogives était prévu aux États-Unis. En outre, une grande partie des matières nucléaires destinées aux ogives nucléaires ont été achetées aux États-Unis pour des raisons de coût,. Le président américain George H. W. Bush a autorisé le transfert de composants d’ogives nucléaires au Royaume-Uni entre 1991 et 1996.
Chaque ogive est logée dans un véhicule de rentrée en forme de cône fabriqué aux États-Unis. Cette coquille le protège des hautes températures subies lors de son retour dans l'atmosphère terrestre. Les mécanismes de fusion, d'armement et de tir de l'ogive Trident sont soigneusement conçus pour ne pouvoir exploser qu'après le lancement et le déploiement balistique. Les gouvernements conservateurs étaient sensibles aux accusations selon lesquelles le remplacement de Polaris par Trident entraînerait une augmentation du nombre d'armes nucléaires britanniques. Lors de l'annonce de la décision d'acheter le Trident II en 1982, il a été souligné que, si les navires américains Trident transportaient 24 missiles à huit ogives chacun, soit 192 têtes, les navires britanniques Trident ne porteraient pas plus de 128 ogives - le même nombre que Polaris. En novembre 1993, le secrétaire d’État à la Défense, Malcolm Rifkind, annonçait que chaque bateau ne déploierait pas plus de 96 ogives. En 2010, ce nombre avait été réduit à un maximum de 40 ogives, réparties entre huit missiles,. La réduction de la production et de la rénovation d’ogives qui en a résulté devrait permettre d’économiser 22 millions de livres sterling sur une période de dix ans.

### Missiles Trident II D-5

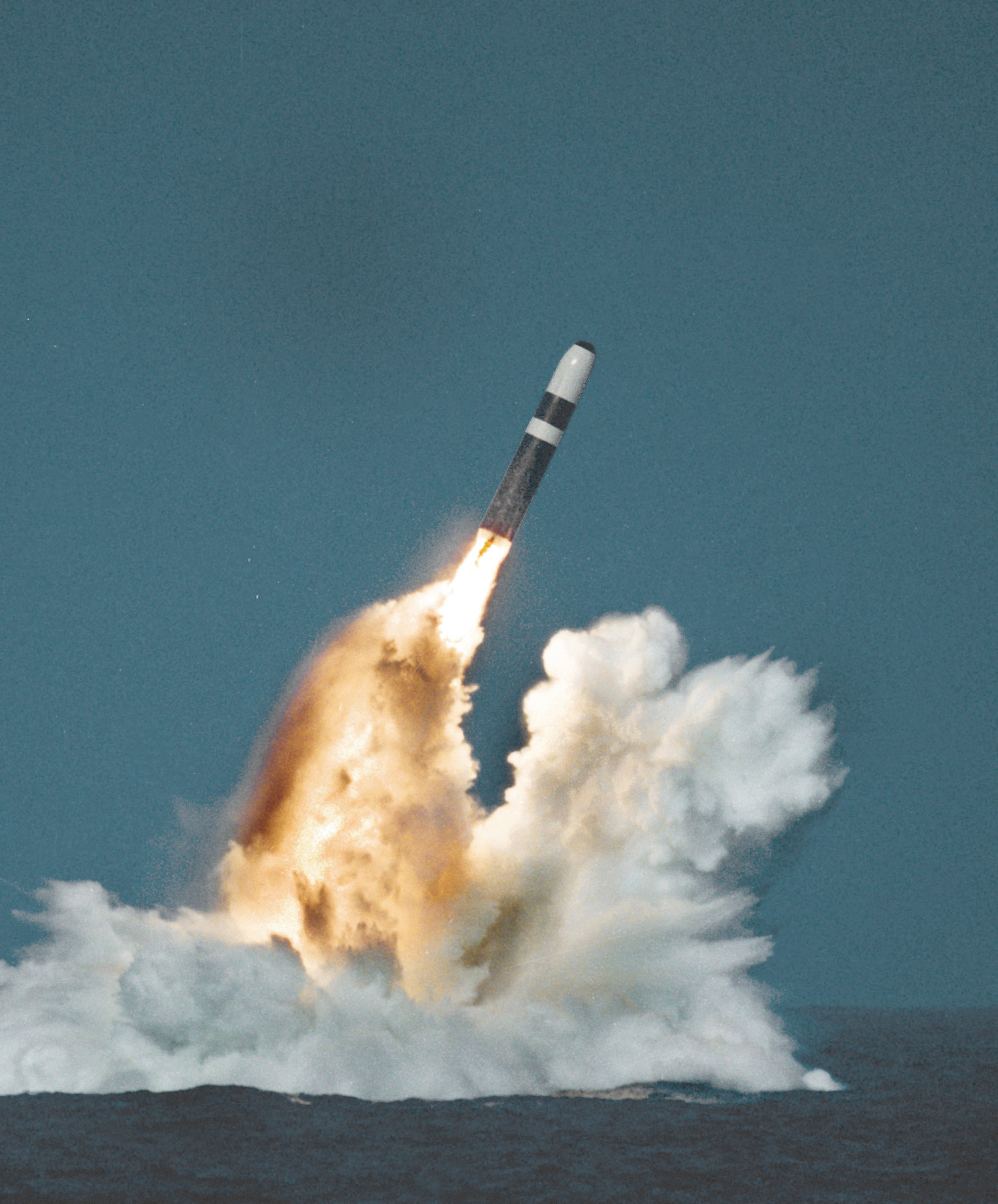
Test de lancement d'un missile Trident II.

Le Trident II D-5 est un missile balistique lancé par un sous-marin construit par Lockheed Martin Space Systems à Sunnyvale, en Californie, et déployé par l'US Navy et la Royal Navy. Le gouvernement britannique a contribué à hauteur de 5 % des coûts de R&D aux termes du contrat de vente modifié de Polaris. Le contrat de développement a été signé en octobre 1983 et le premier lancement a eu lieu en janvier 1987. Le premier tir depuis un sous-marin a été tenté par l'USS Tennessee en mars 1989. Cette tentative a échoué car le panache d’eau qui a suivi le missile s’est élevé plus haut que prévu, résultant en de l'eau dans la buse lorsque le moteur a démarré. Une fois le problème compris, de simples modifications ont été apportées très rapidement, mais le problème a retardé la mise en service du Trident II jusqu’en mars 1990.
Le Trident II D-5 a été conçu pour être plus sophistiqué que son prédécesseur, le Trident I C-4, et offre une plus grande capacité de charge utile. Les trois étages du Trident II D-5 sont fabriqués en polymère renforcé de fibres de carbone, ce qui rend le missile beaucoup plus léger que son prédécesseur. Le premier essai depuis un sous-marin britannique de la classe Vanguard a eu lieu en 1994. Le missile mesure 13 mètres de long, pèse 58,5 tonnes, a une portée de 11 300 kilomètres, une vitesse de pointe supérieure à 21 600 km/h (Mach 17,4) et un écart circulaire probable (CEP) d'à peine quelques mètres. Il est guidé à l'aide d'un système de navigation par inertie combiné à un viseur d'étoiles, et ne dépend pas du système de positionnement global (GPS) géré par les Américains.
L’Examen de la défense stratégique de 1998 a décidé de limiter le nombre de corps de missiles aux 58 déjà achetés ou en commande et de ne pas recevoir les sept derniers missiles prévus auparavant, Cela a permis d'économiser environ 50 millions de livres sterling. Les missiles britanniques forment un pool commun avec l'escadron atlantique des sous-marins nucléaires lanceurs d'engins de la classe Ohio de la marine américaine basé à Kings Bay. Le pool est « mélangé » et des missiles sont sélectionnés au hasard pour être chargés dans les sous-marins des deux pays,. Le premier navire Trident, le HMS Vanguard, a collecté 16 missiles en 1994, mais le Victorious n'en a collecté que 12 en 1995 et le Vigilant, 14 en 1997, laissant les tubes de missiles vides.
En 1999, six missiles avaient été tirés dans le cadre d'essais, et huit autres devaient être mis à l’essai. En juin 2016, un missile Trident II D-5 a «viré dans la mauvaise direction vers l'Amérique» après avoir été lancé depuis le Vengeance au large des côtes de la Floride,. L'incident n'a été révélé qu'en janvier 2017; Le Sunday Times a rapporté que Downing Street avait « dissimulé » l'incident « à peine quelques semaines avant le vote crucial de la Chambre des communes sur l'avenir du système de missile ». Les médias ont par la suite déclaré que le retard était dû à la demande des États-Unis. Des essais de la Royal Navy eurent eu lieu en 2000, 2005, 2009 et 2012. Ils sont peu fréquents en raison du prix de 17 millions de livres sterling du missile. En août 2016, 161 tirs d'essai du missile Trident II D-5 avaient été effectués avec succès depuis 1989, le plus récent ayant eu lieu depuis l'USS Maryland en août 2016. Moins de dix vols d'essai ont été ponctués d'un échec, on ne sait cependant pas si la Royal Navy a eu un échec dans le cadre de ses essais.

### Coût
Dans les années 1990, le coût total d'acquisition du programme Trident s'élevait à 9,8 milliards de livres sterling, dont environ 38 % allant aux États-Unis. En 2005-2006, les dépenses annuelles de fonctionnement et d’investissement étaient estimées entre 1,2 et 1,7 milliard de livres sterling et devraient atteindre 2 milliards à 2,2 milliards de livres sterling en 2007-2008, comprenant les coûts de la création d’armes atomiques. Depuis que Trident est devenu opérationnel en 1994, les dépenses annuelles représentaient entre 3 et 4,5 % du budget annuel de la Défense et devaient atteindre 5,5 % du budget de la défense d’ici 2007-2008,. En 2009, chaque missile avait coûté au gouvernement des États-Unis près de 16,8 millions de livres (29,1 millions de dollars). Le taux de change entre le dollar et la livre, qui est passé de 2,36 dollars en septembre 1980 à 1,78 dollar en mars 1982, a joué un rôle important dans le coût.

## Opération

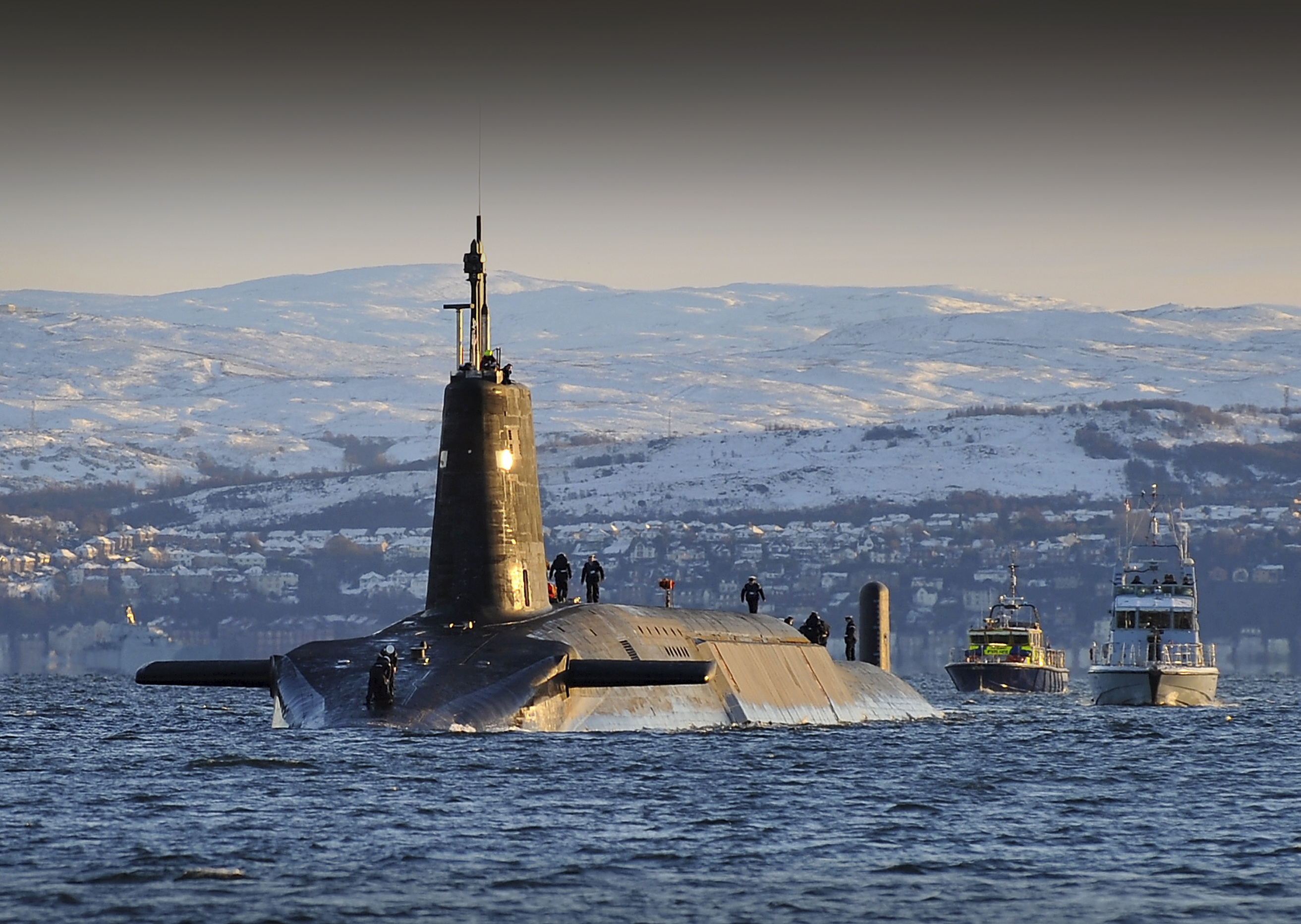
Le à Faslane

### Patrouilles
Le principe du fonctionnement de Trident est connu sous le nom de «dissuasion continue en mer» (CASD), ce qui signifie qu'au moins un sous-marin est toujours en patrouille. Un autre sous-marin est habituellement en maintenance et les deux autres sont au port ou en formation. Lors d’une patrouille, le sous-marin doit rester silencieux et n’est autorisé à entrer en contact avec le Royaume-Uni qu’en cas d’urgence. Il navigue à l'aide de courbes de niveau du fond de l'océan et effectue une série de «boîtes» planifiées de plusieurs milliers de kilomètres carrés. Une antenne de 1 000 mètres à la surface derrière le sous-marin est utilisée pour capter les messages entrants. Les renseignements sont constamment transmis au navire, fournissant des détails sur les mouvements de navigation et les aéronefs ou sous-marins potentiellement hostiles dans la région. La plupart des 150 membres d'équipage ne savent jamais où ils se trouvent. La 350e patrouille a débuté le 29 septembre 2017,. Le 15 novembre 2018, une réception a eu lieu à Westminster pour marquer les 50 ans du CASD.

### Commandement et contrôle
Seul le Premier ministre ou un survivant désigné peut autoriser le tir des missiles. Ces ordres seraient probablement émis par le bunker de commandement Pindar sous Whitehall, dans le centre de Londres. À partir de là, l'ordre serait transmis au commandant de la salle d'opérations de la Force opérationnelle 345 (CTF 345) située au siège de Northwood dans l'Hertfordshire, seule installation autorisée à communiquer avec le commandant du Vanguard en patrouille. Avant le lancement, il faut deux personnes pour authentifier chaque étape du processus. Le commandant de sous-marin ne peut activer la gâchette de tir qu'après que deux coffres-forts ont été ouverts avec les clés détenues par l'exécutif du navire et les officiers mécaniciens en armement.
À la fin de la guerre froide, la marine des États-Unis a installé des dispositifs sur ses sous-marins pour empêcher les commandants voyous de persuader leurs équipages de lancer des attaques nucléaires non autorisées. Ces dispositifs empêchent une attaque jusqu'à ce qu'un code de lancement ait été envoyé par les chefs d'état-major au nom du président des États-Unis. Le ministère de la Défense a choisi de ne pas installer d'appareils équivalents sur les sous-marins Vanguard au motif qu'un agresseur pourrait peut-être éliminer la chaîne de commandement britannique avant qu'un ordre de lancement puisse être envoyé. Une réponse parlementaire écrite indique que le commandant d'un sous-marin balistique de la Royal Navy reçoit une formation sur le «droit des conflits armés» dans l'utilisation du commandement et du contrôle des armes nucléaires.

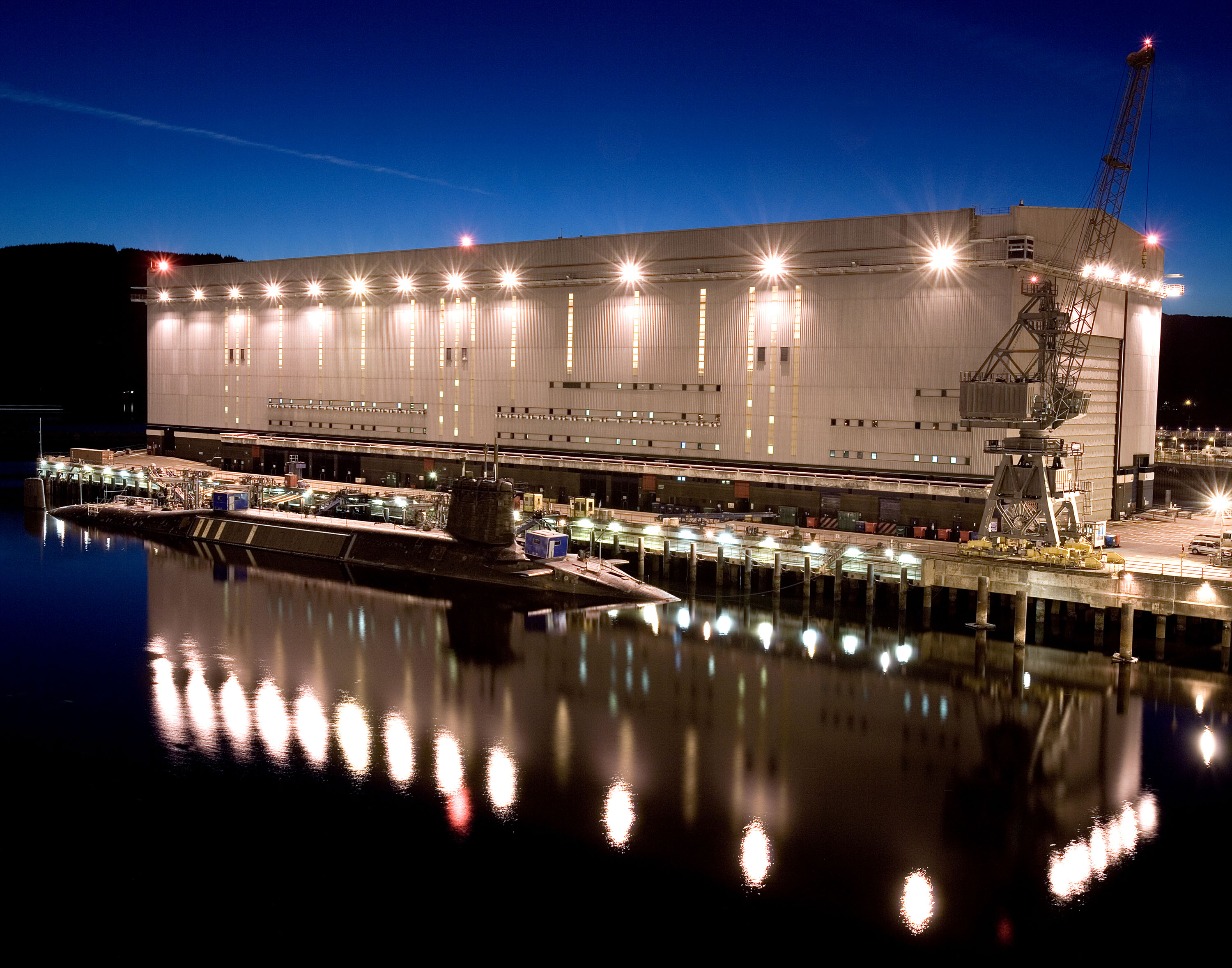
Le sur la base navale de HMNB Clyde en octobre 2007

### Base
Trident est basé à HMNB Clyde, sur la côte ouest de l’Écosse. La base comprend deux installations: la base navale de Faslane, sur le Gare Loch, près de Helensburgh, et un dépôt de matériel de guerre avec 16 bunkers en béton installés sur une colline à Coulport, à 4 km à l’ouest. Faslane a été construit et utilisé pour la première fois comme base pendant la Seconde Guerre mondiale. Ce lieu éloigné a été choisi comme base pour les sous-marins dotés d’armes nucléaires à l’apogée de la Guerre froide en raison de sa position proche du Firth of Clyde, profond et facilement navigable. Il fournit un accès rapide et furtif par le canal nord aux zones de patrouille de l’Atlantique Nord et par l’intermédiaire du GIUK entre l’Islande, l’Écosse et la mer de Norvège. La base héberge également des sous-marins nucléaires d'attaque de classe Astute (SSN). RNAD Coulport est utilisé pour stocker les ogives nucléaires et dispose d'installations d'amarrage où elles sont chargées dans dls sous-marins avant de partir en patrouille et déchargées à leur retour à la base. La réparation et le réaménagement des sous-marins de la classe Vanguard ont lieu à HMNB Devonport près de Plymouth, dans le Devon.

## Opposition

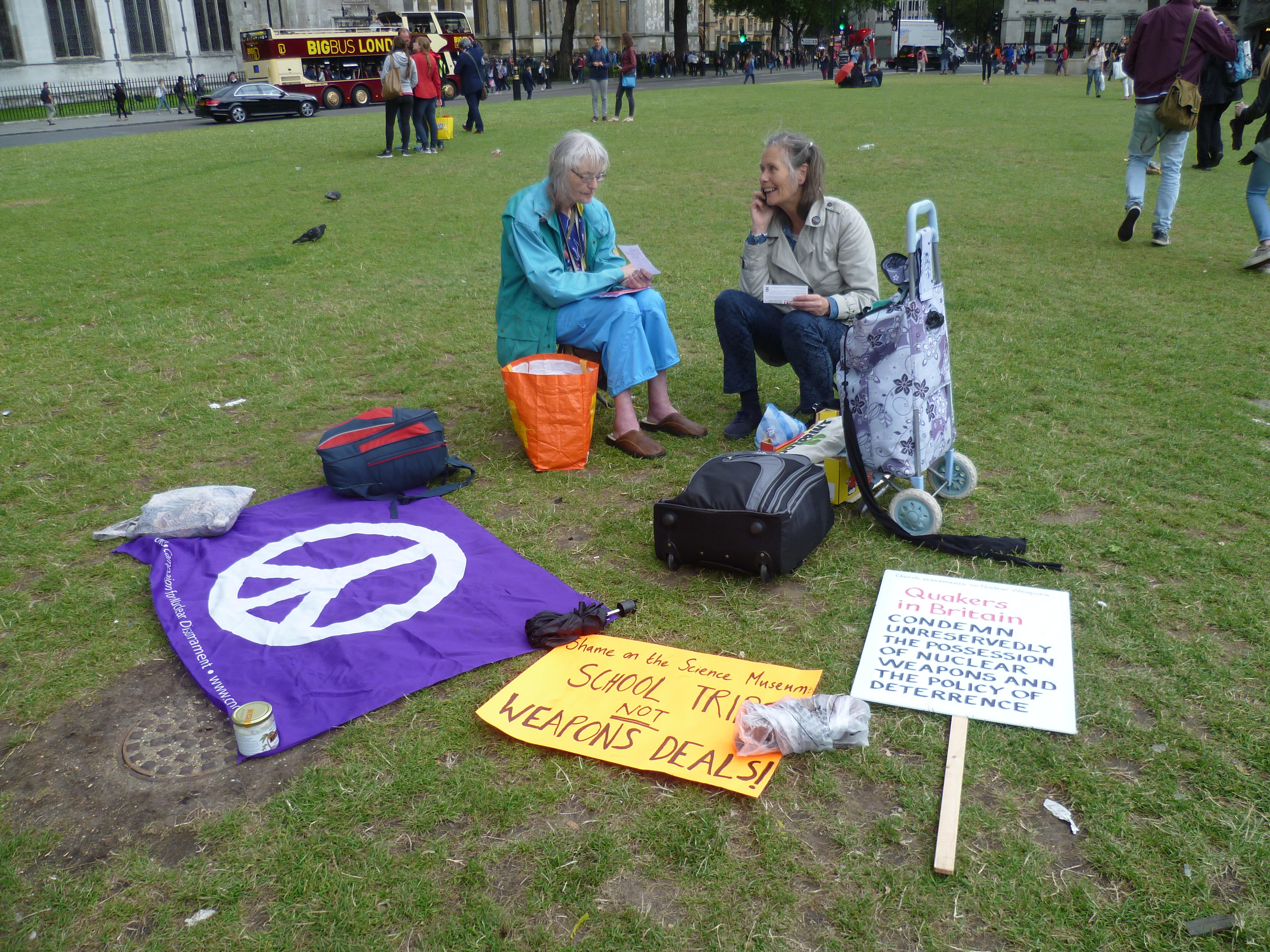
Des manifestants anti-Trident sur la place du Parlement, à Londres, en juillet 2016

La Campagne pour le désarmement nucléaire (CND) était un mouvement national fondé à la fin des années 1950, initialement opposé aux essais nucléaires. Il a atteint son apogée vers 1960, date à laquelle il était devenu un mouvement plus large appelant la Grande-Bretagne à renoncer unilatéralement aux armes nucléaires, à se retirer de l'OTAN et à mettre fin aux bombardiers armés d'armes nucléaires au Royaume-Uni. La fin des essais nucléaires atmosphériques, les querelles internes et les efforts des activistes pour d'autres causes ont entraîné un déclin rapide, mais ils ont repris au début des années 1980, à la suite de la décision du gouvernement Thatcher de déployer des GLCM au Royaume-Uni sous l'égide de l'OTAN et d’acquérir Trident en juillet 1980. Le nombre de membres est passé de 3 000 en 1980 à 50 000 un an plus tard, et les rassemblements pour le désarmement nucléaire unilatéral à Londres en octobre 1981 et en juin 1982 ont attiré 250 000 manifestants.
La Conférence du Parti travailliste de 1982 a appelé à la suppression des GLCM, à la démolition de Polaris et à l'annulation de Trident. Cela a été réaffirmé par la conférence de 1986. Alors que le parti n’avait que peu de chances de remporter les élections de 1983 au lendemain de la guerre des Malouines, des sondages avaient montré que le parti travailliste devancerait celui des conservateurs en 1986 et 1987. À la suite des résultats infructueux du parti travailliste aux élections de 1987, le chef du parti travailliste, Neil Kinnock, en dépit de ses propres convictions unilatérales, a décidé d'abandonner la politique de désarmement du parti, qu'il considérait comme un facteur contribuant à sa défaite,. Le parti a officiellement voté en ce sens en octobre 1989.
Les partis politiques écossais indépendantistes - le Parti national écossais (SNP), le Parti vert écossais, le Parti socialiste écossais (SSP) et Solidarité - s'opposent à la mise en place du système Trident près de Glasgow, la plus grande ville d'Écosse. Certains membres et anciens membres de ces partis, tels que Tommy Sheridan et Lloyd Quinan, ont participé au blocus de la base. Lors d'un vote important à la Chambre des communes en 2007, la majorité des députés écossais ont voté contre la modernisation du système, tandis qu'une grande majorité des députés anglais, irlandais et nord-irlandais ont voté en faveur. La chambre a soutenu son intention de renouveler le programme par 409 voix contre 161.
Le camp de la paix de Faslane est situé en permanence près de la base navale de Faslane. Il est occupé de manière continue, mais à différents endroits, depuis le 12 juin 1982.En 2006, une manifestation d'une année à la base du Trident à Faslane visait à la bloquer chaque jour pendant un an. Plus de 1 100 personnes ont été arrêtées.

## Avis

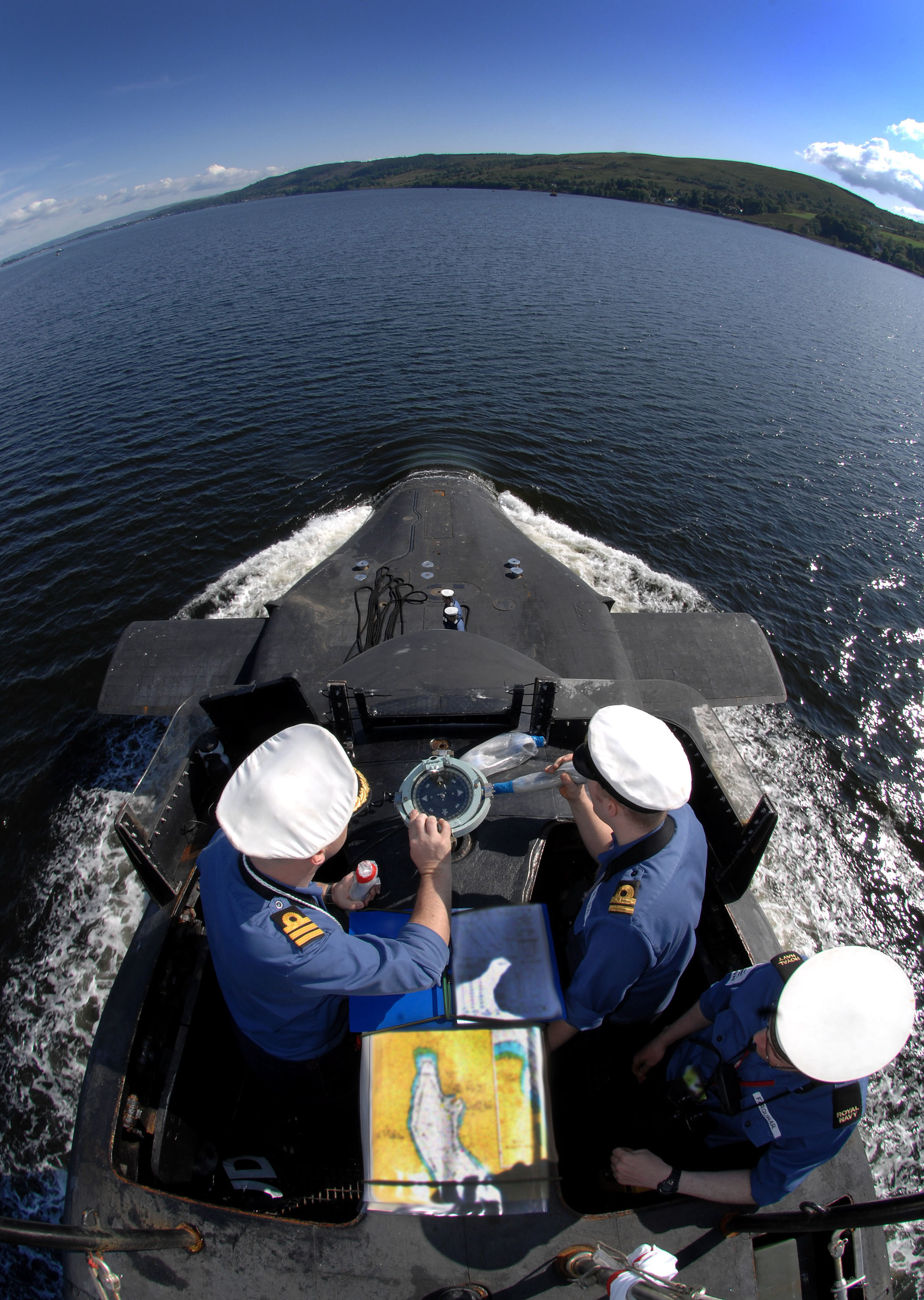
Officier de quart à bord du.

### Royal United Services Institute
Le Royal United Services Institute (RUSI), un groupe de réflexion britannique sur la défense et la sécurité, a publié un document en juillet 2010 évaluant quatre options possibles pour maintenir à la fois une force de dissuasion nucléaire efficace et réduire les coûts compte tenu des restrictions budgétaires prévues. Ces propositions étaient motivées par le fait que le financement du programme de renouvellement de Trident devait maintenant provenir du budget de base du ministère de la Défense. Quatre alternatives ont été envisagées: des sous-marins Trident en patrouille continue; des sous-marins Trident ne patrouillant pas en permanence; des sous-marins d'attaque armés de missiles de croisière nucléaires; et des armes nucléaires basées à terre. Le document concluait « qu'étant donné les coûts d'opportunité des capacités conventionnelles que les plans actuels de renouvellement de Trident devraient entraîner au cours de la prochaine décennie ... il est de plus en plus nécessaire de réexaminer s'il existe des moyens moins coûteux de poursuivre ce processus. » L’un des éléments clefs d’un tel examen est probablement le réexamen de la nécessité de « maintenir un engagement en faveur du CASD dans des circonstances stratégiques qui sont maintenant très différentes de celles dans lesquelles il avait été introduit ».

### Trident Alternatives Review
Le Trident Alternatives Review de 2013 était une étude de 18 mois menée par le Cabinet Office et visait à établir s'il existait ou non des alternatives crédibles au CASD basé sur un sous-marin britannique. En conséquence, l’examen a analysé une gamme de systèmes de mise à disposition et de conceptions d’ogives nucléaires en termes de coût et d’efficacité par rapport aux objectifs potentiels. En fin de compte, le Trident Alternatives Review a abouti à la conclusion qu'il existait des alternatives à Trident qui "permettraient au Royaume-Uni d'être capable d'infliger des dommages importants de manière à dissuader la plupart des adversaires potentiels dans le monde", mais aucun ne "offrirait le même degré de la résilience en tant que posture actuelle ". L’examen a révélé que les systèmes basés sur les missiles de croisière offraient une alternative crédible qui était subordonnée à un jugement politique sur la capacité du Royaume-Uni à accepter une "augmentation significative de la vulnérabilité" et une réduction de la capacité de dissuasion.
La publication du rapport a suscité un accueil mitigé et varié de la part de différents partis politiques et organisations non gouvernementales (ONG) dans le domaine de la non-prolifération et du désarmement. Des ONG, dont le BASIC (British American Security Information Council (en)), un groupe de réflexion sur la non-prolifération et le désarmement, ont critiqué le rapport pour sa portée limitée et son incapacité à aborder un plus large éventail de considérations liées aux armes nucléaires, notamment en ce qui concerne les problèmes environnementaux et humanitaires,.

### The Trident Commission
En 2011, BASIC a créé une commission indépendante multipartite chargée de lancer un débat national plus approfondi sur la politique du Royaume-Uni en matière d’armes nucléaires et d’examiner des questions relatives à la question controversée du renouvellement de Trident. La Commission était présidée par Lord Browne de Ladyton, ancien secrétaire d'État du Travail à la Défense, Sir Malcolm Rifkind, ancien ministre conservateur de la Défense et des Affaires étrangères; et Sir Menzies Campbell, ancien dirigeant des libéraux démocrates et secrétaire fantôme des affaires étrangères. Après trois années de délibérations, la Commission a publié son rapport final le 1er juillet 2014. Elle a suggéré, avec d'importantes réserves, que le Royaume-Uni maintienne sa dissuasion nucléaire. La conclusion a reconnu "qu'il est essentiel que le Royaume-Uni accorde un grand respect à sa position au sein de la communauté internationale et à la responsabilité partagée de faire progresser le désarmement nucléaire mondial".
L’interprétation du rapport par BASIC a également mis l’accent sur ce point, soulignant que les commissaires sont convenus que la santé de l’environnement stratégique mondial, en particulier la non-prolifération nucléaire, était essentielle pour la sécurité nationale et constituait une considération centrale. Ils évoquent la nécessité pour la Grande-Bretagne. maintenir sa « voie vers le désarmement », afin que les décisions de renouvellement prises par le prochain gouvernement soient cohérentes avec la trajectoire définie par les gouvernements récents successifs et que le Royaume-Uni continue à être « à l'avant-garde du processus de désarmement multilatéral ».

## Renouvellement

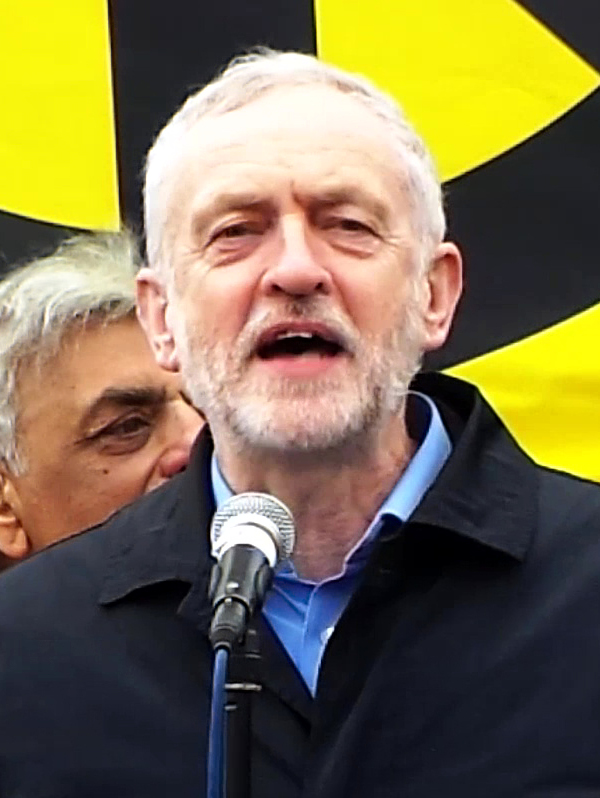
Le chef de l'opposition, Jeremy Corbyn, prend la parole lors du rassemblement #StopTrident à Trafalgar Square le 27 février 2016

### Livre blanc sur la défense de 2006
Les sous-marins de la classe Vanguard ont été construits avec une espérance de vie de 25 ans, ce qui les a menés aux années 2020. Les missiles Trident II D-5 devraient rester en service jusqu’en 2040 après une mise à niveau. En décembre 2006, un livre blanc du ministère de la Défense intitulé "L’avenir de la force de dissuasion nucléaire au Royaume-Uni" recommandait le maintien des armes nucléaires et exposait les mesures à prendre jusqu’aux années 2040. Il préconisait le système sous-marin actuellement préféré, car il restait l’option de dissuasion la moins chère et la plus sûre qui soit. Les coûts de cette option sont estimés à 15-20 milliards de livres sterling sur la base:
- 0,25 milliard de livres sterling pour participer au programme de prolongement de la vie des missiles américains Trident D-5.
- 11 à 14 milliards de livres sterling pour une classe de quatre nouveaux SSBN.
- 2 à 3 milliards de livres pour la rénovation des ogives nucléaires.
- 2 à 3 milliards de livres sterling pour les infrastructures[155].

Ces prix de 2006/07 équivaudraient à environ 25 milliards de livres sterling pour les sous-marins de la classe suivante; le rapport Initial Gate de 2011 confirmait des estimations de 2 à 3 milliards de livres sterling pour les ogives et l'infrastructure. Ces estimations de coûts ne tiennent pas compte de la prolongation de la durée de vie de cinq ans du Vanguard ni de son déclassement, et il n’est pas clair si de nouveaux missiles Trident devront être achetés pour le programme de prolongation de la durée de vie. Aux coûts de 2006, les coûts d'exploitation seraient d'environ 1,5 milliard de livres sterling par an. Le document a suggéré que certaines parties du système Trident existant soient réaménagées dans une certaine mesure afin de prolonger leur vie. Cependant, le potentiel d'extension de la vie de la classe Vanguard, relativement court (cinq ans), signifiait qu'une nouvelle classe de SSBN devrait le remplacer au début des années 2020. Le premier navire de la nouvelle classe SSBN aurait besoin de 17 ans pour être conçu et construit, ce qui nécessitait une prolongation de cinq ans de la durée de vie de la classe Vanguard.

### Soutien parlementaire
La décision de renouveler Trident a été prise le 4 décembre 2006. Le Premier ministre Tony Blair a déclaré aux députés qu'il serait « imprudent et dangereux » que le Royaume-Uni abandonne ses armes nucléaires. Il a annoncé son intention de dépenser jusqu'à 
 de £ pour une nouvelle génération de sous-marins pour missiles Trident. Il a ajouté que le nombre de sous-marins pourrait être réduit de quatre à trois, tandis que le nombre d'ogives nucléaires serait réduit de 20 %, soit 160. Blair a déclaré que, bien que la guerre froide soit terminée, le Royaume-Uni avait besoin d'armes nucléaires, personne ne pouvant être sûr de pouvoir compter sur un autre.
Le 14 mars 2007, le gouvernement travailliste a obtenu l'appui de la Chambre des communes pour les plans de renouvellement du système de sous-marins. Les propositions ont été adoptées par la Chambre des communes à une majorité de 248 voix,. En dépit d'une clarification selon laquelle le vote ne visait que la phase de conception du nouveau système, 95 députés travaillistes se sont rebellés et ce vote n'a été adopté qu'avec le soutien du parti d'opposition conservateur,. C'était la première fois que les députés avaient la possibilité de voter pour savoir si le Royaume-Uni devait rester une puissance nucléaire. Le gouvernement travailliste a proposé que la décision finale de fabrication soit prise en 2014. Le nouveau gouvernement de coalition de 2010 a convenu « que le renouvellement de Trident devrait être examiné de manière approfondie afin d'optimiser les ressources ». Les travaux de recherche et de développement se sont poursuivis avec une décision d’achat, mais la décision de fabriquer un remplaçant a été reportée à 2016, après les élections générales de 2015.,. Le vote sur l'opportunité de remplacer la classe Vanguard par une classe plus récente s'est tenu le 18 juillet 2016 à la Chambre des communes; la motion a été adoptée à une majorité significative, prolongeant ainsi la vie du programme au moins jusqu'aux années 2060.

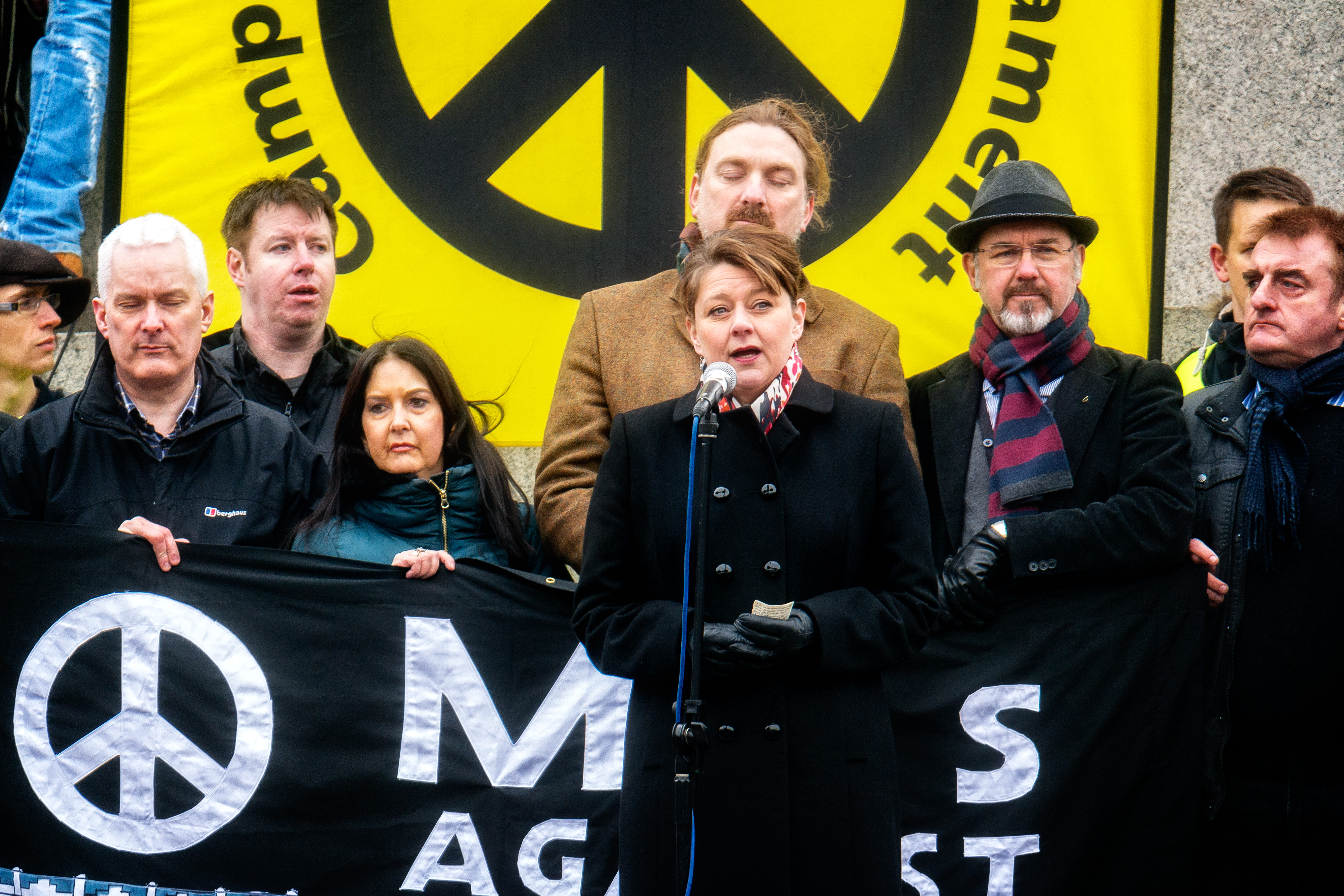
Leanne Wood prend la parole lors du rassemblement #StopTrident du 27 février 2016. Elle a été arrêtée le 8 janvier 2007 pour avoir protesté contre le programme de missiles nucléaires Trident du Royaume-Uni à Faslane.

### Examen de la défense et de la sécurité stratégiques de 2010
L’Examen de sécurité et de défense stratégique de 2010 a conclu que les sous-marins de nouvelle classe auraient huit missiles opérationnels ne transportant pas plus de 40 ogives opérationnelles. Cela permettrait au Royaume-Uni de réduire ses stocks d’ogives opérationnelles de 160 à 120, et les stocks globaux de 225 à 180 au maximum. Ils seraient transportés dans un compartiment de 12 missiles conçu en collaboration avec les américains, pouvant accueillir les missiles actuels Trident II D-5 et tout autre missile de remplacement une fois que le D-5 aurait atteint la fin de sa vie utile prévue dans les années 2040.

### Opinion d'expert
Deux sondages non représentatifs d'experts de la RUSI et de l'Institut royal des affaires internationales (généralement connu sous le nom de Chatham House) ont été réalisés en 2010. La RUSI a souligné qu'une majorité pense que les avantages de Trident dépassent les coûts (53 %), tandis que 13 % pensent que les coûts dépassent les avantages ou sont équilibrés (34 %). Le sondage de Chatham House a révélé une minorité en faveur du remplacement de Trident (22 %), plus favorable au remplacement par un système moins cher (43 %) et 29 % affirmant que le Royaume-Uni ne devrait pas remplacer Trident du tout.

### Opinion du public
En avril 2015, un sondage YouGov avait révélé que 38 % des personnes interrogées pensaient que Trident devrait être intégralement remplacé, 28 % souhaitaient le remplacer par un système moins coûteux, 19 % estimaient que le Royaume-Uni devrait renoncer totalement à ses armes nucléaires et 15 % ne se prononcent pas. En septembre 2015, un sondage Survation (en) a révélé que 29 % étaient d'accord pour réformer Trident afin de le rendre moins cher, 26 % pour qu'il soit renouvelé intégralement et 18 % pour le supprimer, 27 % ne se prononcent pas. Les armes nucléaires ne sont pas le principal problème du pays. Seulement 2 % des personnes interrogées ont déclaré qu'il s'agissait de la plus grande inquiétude du pays en mai 2015, contre 21 % en juin 1987.

### Sous-marins de classeDreadnought

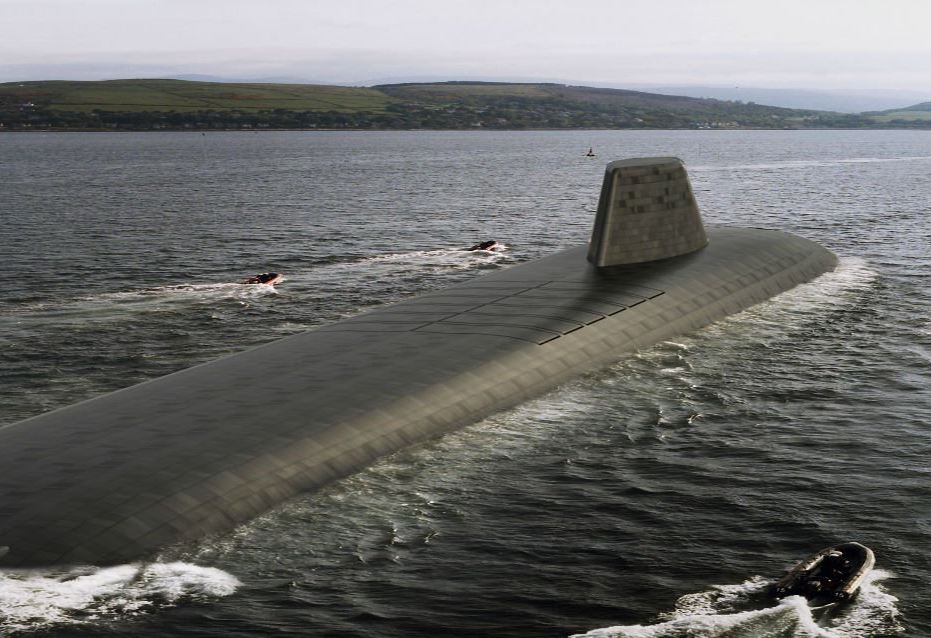
Dessin d'artiste d'un Dreadnougt.

En février 2016, BAE Systems a commencé les travaux de conception de prototypes des nouveaux sous-marins, provisoirement connus sous le nom de classe Successor. Un vote à la Chambre des communes le 18 juillet 2016 a déterminé que le Royaume-Uni devait procéder à la construction de cette nouvelle génération de sous-marins, avec 472 voix pour le remplacement et 117 contre. La classe Successeur a été officiellement nommée Dreadnought le 21 octobre 2016,. Les sous-marins devaient être opérationnels à partir de 2028 et la flotte actuelle devrait disparaître d’ici 2032,. Au moment du vote à la Chambre des Communes, il était déjà urgent d'agir, car certains experts avaient estimé qu'il faudrait 17 ans pour développer le nouveau sous-marin destiné à remplacer la classe Vanguard,.
Le coût final du remplacement de la classe Vanguard ne sera pas connu avant la fin du projet. En octobre 2015, Reuters a annoncé qu'il coûterait 167 milliards de livres sterling au cours de ses 30 années d'existence, soit 5,56 milliards de livres sterling par an. Ce chiffre a été contesté par le secrétaire d'État à la Défense, Michael Fallon. Le ministère de la Défense a estimé le coût de la construction, des essais et de la mise en service des navires de remplacement à 31 milliards de livres sterling (plus un fonds de réserve de 10 milliards de livres sterling) sur 35 ans, soit environ 0,2 % des dépenses publiques, ou 6 % des dépenses de défense, chaque année. Crispin Blunt, président du comité restreint des affaires étrangères, a estimé en juillet 2016 que le programme coûterait 179 milliards de livres sterling au total pendant sa durée de vie.
Pour l'exercice 2018/2019, le National Audit Office a constaté que les dépenses consacrées à la dissuasion nucléaire coûteraient 5,2 milliards de livres sterling, soit 14 % du budget de la défense, avec 600 millions de livres sterling consacrées aux imprévus. Les coûts étaient estimés à environ 51 milliards de livres sterling au cours des dix années suivantes, soit 2,9 milliards de plus que le budget projeté qui prévoyait déjà de réaliser 3 milliards de livres d'économies, ce que le Daily Telegraph a qualifié de 6 milliards de moins,.